# Roade (La Coruña)
Roade (llamada oficialmente Santo André de Roade) es una parroquia española del municipio de Sobrado, en la provincia de La Coruña, Galicia.

## Entidades de población
Entidades de población que forman parte de la parroquia (entre paréntesis el nombre oficial y en gallego si difiere del español):
- Alto Paso (Altopaso)
- Brea (A Brea)
- Campoverde
- Esgueva (A Esgueva)
- Golmar
- Mandeo
- Mato (O Mato)
- Monteagudo
- Outeiro (O Outeiro)
- Vilariño

## Demografía
| Gráfica de evolución demográfica de Roade entre 2000 y 2019 |
|                                                             |
| Datos según el nomenclátor publicado por el INE.            |